# Mahniti Orlando
Mahniti Orlando ili Bijesni Orlando (tal. Orlando furioso) je u književnosti epski spjev talijanskog pjesnika Ludovica Ariosta i jedno je od najboljih književnih ostvarenja talijanske renesanse. U djelu se opisuju viteški podvizi i nesretna ljubav viteza Orlanda u ratovima protiv Saracena u ranom srednjem vijeku, i to na simpatično-ironičan način.
Kad sazna da je njegova ljubav, princeza Angelika, pošla za običnog saracenskog vojnika Medora, Orlando poludi.

## Vanjske poveznice
|  | Zajednički poslužitelj ima još gradiva o temi Mahniti Orlando |